# Félix Platter
Félix Platter, né le 28 octobre 1536 à Bâle et mort le 28 juillet 1614 dans la même ville, est un médecin, anatomiste et botaniste suisse. Il est le fils de Thomas Platter le Vieux et le demi-frère de Thomas Platter le Jeune.

## Biographie
Félix Platter entame l'étude de la médecine à la faculté de médecine de Montpellier en 1552 ; il obtient son titre de docteur à Bâle en 1557, où il occupe les chaires de médecine théorique et pratique. En 1571, il est nommé médecin de la ville. Dans le cadre de son enseignement, il pratique des autopsies publiques et privées ; ses écrits d'anatomie sont calqués sur Vésale.
Il fait paraître en 1602 et 1604, sa Praxis medica où, pour la première fois, les maladies sont classées en fonction de leurs symptômes ; il est aussi un des premiers à attribuer les maladies mentales à des causes naturelles et non plus à la magie ou à la possession démoniaque.
Il laisse également des documents inédits décrivant plusieurs épidémies de peste, avec des statistiques sur le nombre de malades, de guérisons et de décès.
Félix Platter est surtout connu pour son intérêt en ophtalmologie. Il étudie les capacités sensorielles de la rétine et du cristallin ainsi que leurs fonctions. Il étudie la myopie sur son propre œil ainsi que certaines cécités. Il tente de mettre au point un traitement de la cataracte et étudie l'influence de facteurs extérieurs sur l'apparition de cette maladie (notamment chez les alchimistes qui travaillent près du feu). En 1583, il publie un traité sur ce sujet, traité largement ignoré jusqu'à ce que son neveu Félix Platter II le republie en 1626.
À côté de la médecine, il occupe ses loisirs à des collections : cabinet d'histoire naturelle, herbier et collection d'instruments de musique. C'est probablement par l'intermédiaire de Guillaume Rondelet dont il suit les cours à Montpellier qu'il apprend la technique de séchage des plantes mise au point en Italie par Luca Ghini.
Son herbier est en partie conservé à l'Université de Berne et compte 813 spécimens qui proviennent de Suisse, de France, d'Italie, d'Espagne et d'Égypte. Montaigne, de passage à Bâle en 1580, l'admire et note dans son "journal de voyage" qu'au lieu que les autres font peindre les herbes selon leurs couleurs, lui a trouvé l'art de les coller toutes naturelles si proprement sur le papier, que les moindres feuilles et fibres y apparoissent comme elles sont.
Il expérimente également l'élevage du ver à soie et des canaris,.